# Adam Zimnielski
Adam Zimnielski (ur. 1933, zm. 1990) – polski brydżysta, Arcymistrz.

## Wyniki brydżowe

### Rozgrywki krajowe
Adam Zimnielski w rozgrywkach krajowych w drużynie Wisły Kraków zdobywał następujące lokaty:
| Drużynowe mistrzostwa Polski | Drużynowe mistrzostwa Polski | Drużynowe mistrzostwa Polski |
| Sezon                        | Miejsce                      |                              |
| ---------------------------- | ---------------------------- | ---------------------------- |
| 1981/82                      | 3                            |                              |
| 1979/80                      | 3                            |                              |
| 1977                         | 2                            |                              |
| 1975                         | 2                            |                              |
| 1974                         | 1                            |                              |
| 1973                         | 3                            |                              |
| 1971                         | 1                            |                              |
| 1967                         | 2                            |                              |
| 1965                         | 3                            |                              |
| 1964                         | 3                            |                              |

### Zawody europejskie
W europejskich zawodach zdobył następujące lokaty:
| Zawody europejskie. Konkurencja teamów | Zawody europejskie. Konkurencja teamów | Zawody europejskie. Konkurencja teamów | Zawody europejskie. Konkurencja teamów | Zawody europejskie. Konkurencja teamów | Zawody europejskie. Konkurencja teamów |
| Rok                                    | Miejsce                                | Zawody                                 | Kategoria                              | Drużyna                                | Pozycja                                |
| -------------------------------------- | -------------------------------------- | -------------------------------------- | -------------------------------------- | -------------------------------------- | -------------------------------------- |
| 1970                                   | Estoril                                | 28 Mistrzostwa Europy Teamów           | Open                                   | Poland                                 | 2                                      |

## Klasyfikacje brydżowe
- Adam Zimnielski – klasyfikacja PZBS
- Adam Zimnielski – klasyfikacja EBL (ang.)
- Adam Zimnielski – klasyfikacja WBF (ang.)